# Bösel
Bösel è un comune di 8 550 abitanti, della Bassa Sassonia, in Germania.
Appartiene al circondario (Landkreis) di Cloppenburg (targa CLP).